# Psilotettix
Psilotettix is een geslacht van rechtvleugeligen uit de familie veldsprinkhanen (Acrididae). De wetenschappelijke naam van dit geslacht is voor het eerst geldig gepubliceerd in 1907 door Bruner.

## Soorten
Het geslacht Psilotettix  is monotypisch en omvat slechts de volgende soort:
- Psilotettix obesus (Bruner, 1908)